# Olga Fomina
Olga Igorevna Fomina, née Tchernoïvanenko (en russe : Ольга Игоревна Фомина, Черноиваненко), née le 17 avril 1989 à Togliatti, est une joueuse internationale russe de handball évoluant au poste d'ailière droite.

## Palmarès

### Club
compétitions internationales
- vainqueur de la coupe de l'EHF en 2012 et 2014 (avec Lada Togliatti) et 2017 (avec Rostov-Don)
- finaliste de la Ligue des champions en 2007 (avec Lada Togliatti)

compétitions nationales
- championne de Macédoine en 2015 et 2016 (avec ŽRK Vardar Skopje)
- championne de Russie en 2005, 2006 et 2008 (avec Lada Togliatti) et 2017 (avec Rostov-Don)
- vainqueur de la coupe de Russie en 2017 (avec Rostov-Don)

### Équipe nationale
Jeux olympiques
- 8e aux Jeux olympiques de 2012 de Londres ( Royaume-Uni)
- Médaille d'argent aux Jeux olympiques de 2020 à Tokyo

Championnats du monde
- 6e place du championnat du monde 2011
- 5e place du championnat du monde 2015
- Médaille de bronze du championnat du monde 2019

Championnats d'Europe
- 7e du championnat d'Europe 2010
- 6e du championnat d'Europe 2012
- 12e du championnat d'Europe 2014

Autres
- vainqueur de la World cup en 2011